# И грянул Грэм
«И грянул Грэм» — русскоязычный YouTube-канал о политике и общественной деятельности, ведущий вещание из Риги, Латвия. Запущен в мае 2019 года латвийскими журналистами Вадимом Радионовым и Анной Лейтланд-Григорьевой. Название канала, согласно Вадиму Радионову, ассоциативно связано с рассказом Р. Брэдбери «И грянул гром» и числом Грэма. Первое напоминает о последствиях от самых ничтожных событий (бабочка, убитая путешественником, отправленным в далекое прошлое), а второе — одно из самых больших чисел, которые могут быть математически описаны.
Авторы, ведущие, слушатели и гости сайта «И Грянул Грэм» («I Gryanul Grem») в разговоре обычно пользуются сокращениями «Грэм», «на Грэме», «у Грэма».

## Описание
Канал запущен в мае 2019 года журналистами Вадимом Радионовым и Анной Лейтланд-Григорьевой из студии в Вецмилгрависе. Радионов был корреспондентом в газете «Час», делал репортажи на радио SWH+, был заместителем главного редактора на радио Baltkom, писал колонки на «Эхо Москвы» и в «Сноб». Лейтланд-Григорьева училась в телешколе «Останкино» и работала на российском ТВ, в Латвии наиболее известна как ведущая программ «Абонент доступен» и «Вечерний интерактив» на радио Baltkom.
Первым гостем канала стал Анатолий Вассерман. 

### Концепция и вещание
Изначальный концепт канала заключался в том, что в конце выпуска гость сталкивался с «Грэмом» — таинственным третьим ведущим, который может задать неожиданный вопрос интервьюируемому. Однако этот приём был отменён.
Концепция канала много раз менялась, в итоге на 2022 год канал вёл полноценное стримовое вещание и оперативно реагировал на новостную повестку. Контент канала ориентирован на русскоязычных зрителей, гостями эфира становятся преимущественно российские медийные лица: Евгений Чичваркин, Артемий Троицкий, Майкл Наки, Владимир Познер и другие. Регулярно приглашаются на стрим латвийские политики всех направлений, в том числе действующие и бывшие депутаты сейма Латвии.

### Аудитория
По словам Радионова, канал пользуется популярностью у латвийской аудитории, однако большее количество зрителей смотрит и слушает канал из других стран. Он отмечает отсутствие со стороны Латвийского государства целенаправленной политики в области СМИ на русском языке.
Сайт содержит несколько постоянных рубрик, в том числе: «Орешкин и Шаблинский», «ГрЭмология», «Грэм-терапия», «Грэм Латвия» и другие. Все постоянные рубрики «Грэма» ведутся в интерактивном режиме. Слушатели звонят по телефону из России, стран Европы и с других континентов.
На стримах «Орешкин & Шаблинский» юрист Илья Георгиевич Шаблинский и политический географ Дмитрий Борисович Орешкин вместе и порознь каждую неделю обсуждают актуальные события в России и вокруг неё[значимость факта?].

### Программы и ведущие
На стримах «Грэм Латвия» приглашенные гости рассказывают о культуре, быте, языке и обо всём, что уникально присуще Латвии[значимость факта?].
«ГрЭмология» с ученым-геологом Константином Артуровичем Ранксом — это беседы о науке, о планете и простых вещах с точки зрения науки, представленные квалифицированным популяризатором науки и рассказчиком.
«Грэмополис» содержит лекции кандидата экономических наук Петра Сергеевича Филиппова, бывшего депутата первых созывов Верховного Совета РСФСР в начале 1990-х годов, о российской экономике и российской государственности. Лекции Петра Филиппова также регулярно включаются в регулярные стримы Грэма.
Согласно многочисленным отзывам слушателей в чате и телефонных звонках, одним из наиболее популярных стримов в 2022—2023 годах являются интерактивные «Ночные Грэмы», проводимые Вадимом Радионовым вне планового графика, обычно после полуночи по восточноевропейскому времени. Эта передача, начавшись как еженедельная рубрика, к концу января 2023 года стала появляться до 4-х раз в неделю.

## Интервью
- Вадим Радионов «И грянул Грэм» и Лев Шлосберг: «Свобода слова сегодня» / Люди мира // ГражданинЪ TV. 8 декабря 2022.